# Ayas (Italia)
Ayas (en arpitano Ayâs, de 1939 a 1945 Aiàs) es una comuna italiana compuesta por 1.335 habitantes en la región autónoma del Valle de Aosta, la comuna se sitúa en el valle homónimo. El poblado se divide en varios núcleos de los cuales los más importantes son la cabecera: Antagnod, Champoluc y Saint-Jacques.
Ayas forma parte de la Unité des communes valdôtaines de l'Évançon.

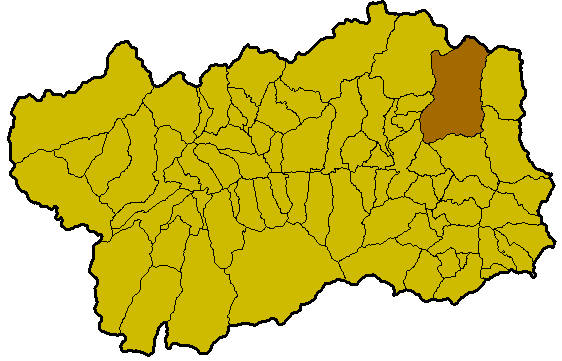
Ubicación de Ayas en el Valle de Aosta.

## Geografía
Ayas se encuentra en la cabecera del valle homónimo, al pie de los grandes picachos pertenecientes a los Alpes Peninos, que le separan de Zermatt en Suiza.
Esta comuna está fragmentada en muchas fracciones (fr. Hameaux). Entre estas se destacan Champoluc, Antagnod y Saint-Jacques.

## Economía
Sobre la base de la declaración de réditos  de 2006, actualizada en 2007, Ayas es la comuna más rica de Italia: la media  de sus escasos pobladores vive con más de 66.000 € per capita. El resultado de esta media estadística se debe en gran medida al hecho que el fundador de  Fastweb, Silvio Scaglia reside en esta comuna (es decir gran parte del dinero prorrateado estadísticamente es del citado personaje).

### Turismo
Antagnod está inserto en el anuario 2008 de la guía I Borghi più belli d'Italia/-en italiano: Los burgos más bellos de Italia. Archivado el 30 de abril de 2007 en Wayback Machine.

## Evolución demográfica
| Gráfica de evolución demográfica de Ayas entre 1861 y 2001 |
|                                                            |
| Fuente ISTAT - elaboración gráfica de Wikipedia            |

## Administración
| 2006-2015 | Giorgio Munari | Lista Cívica | 2015-2016 | Giuseppe Obert |  | 2016- | Alex Brunod |  |

## Galería fotográfica

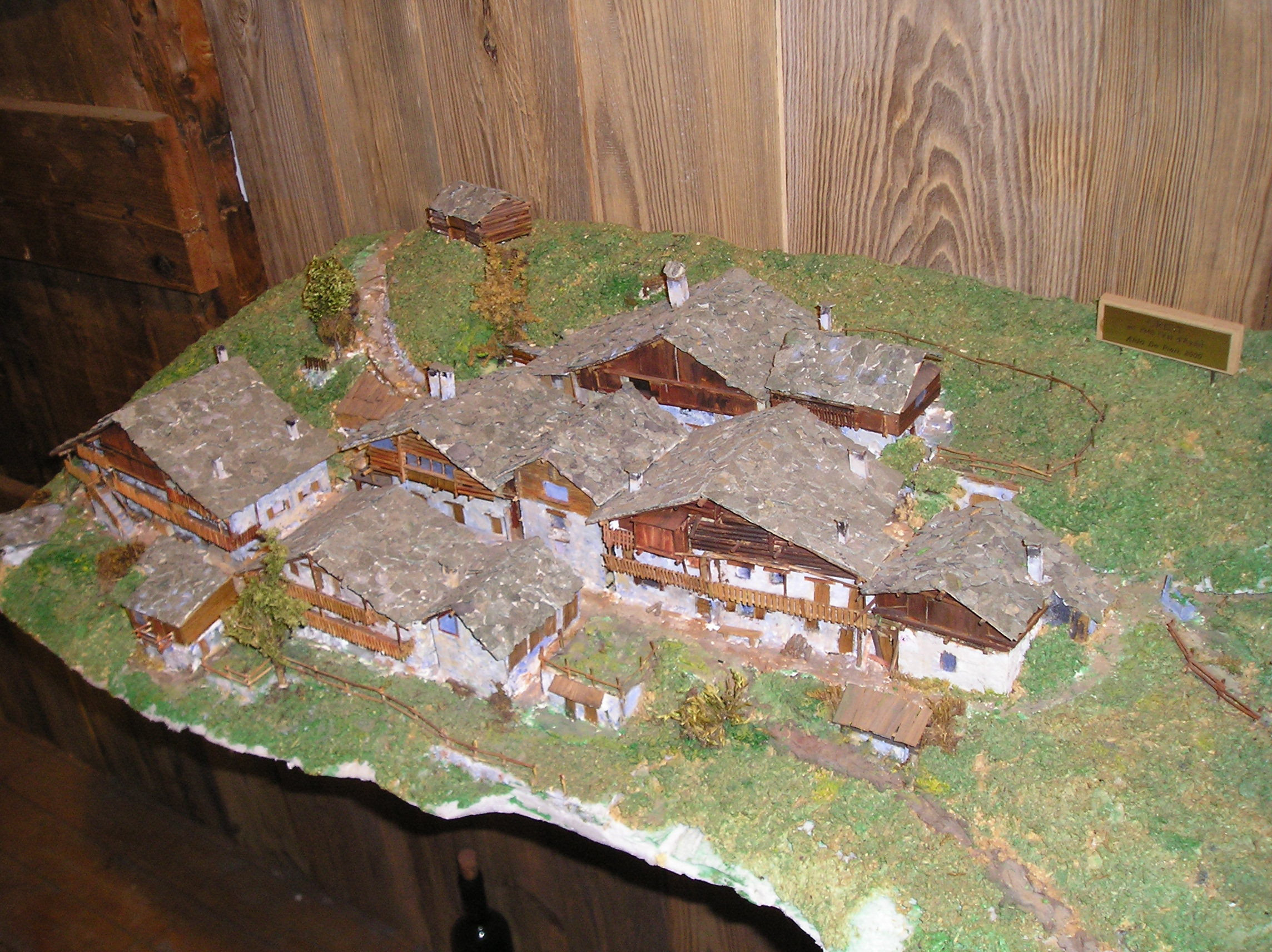
Maqueta que representa a Crest, una pequeña aldea walser sobre Champoluc y sobre el faldeo izquierdo del Val d'Ayas.
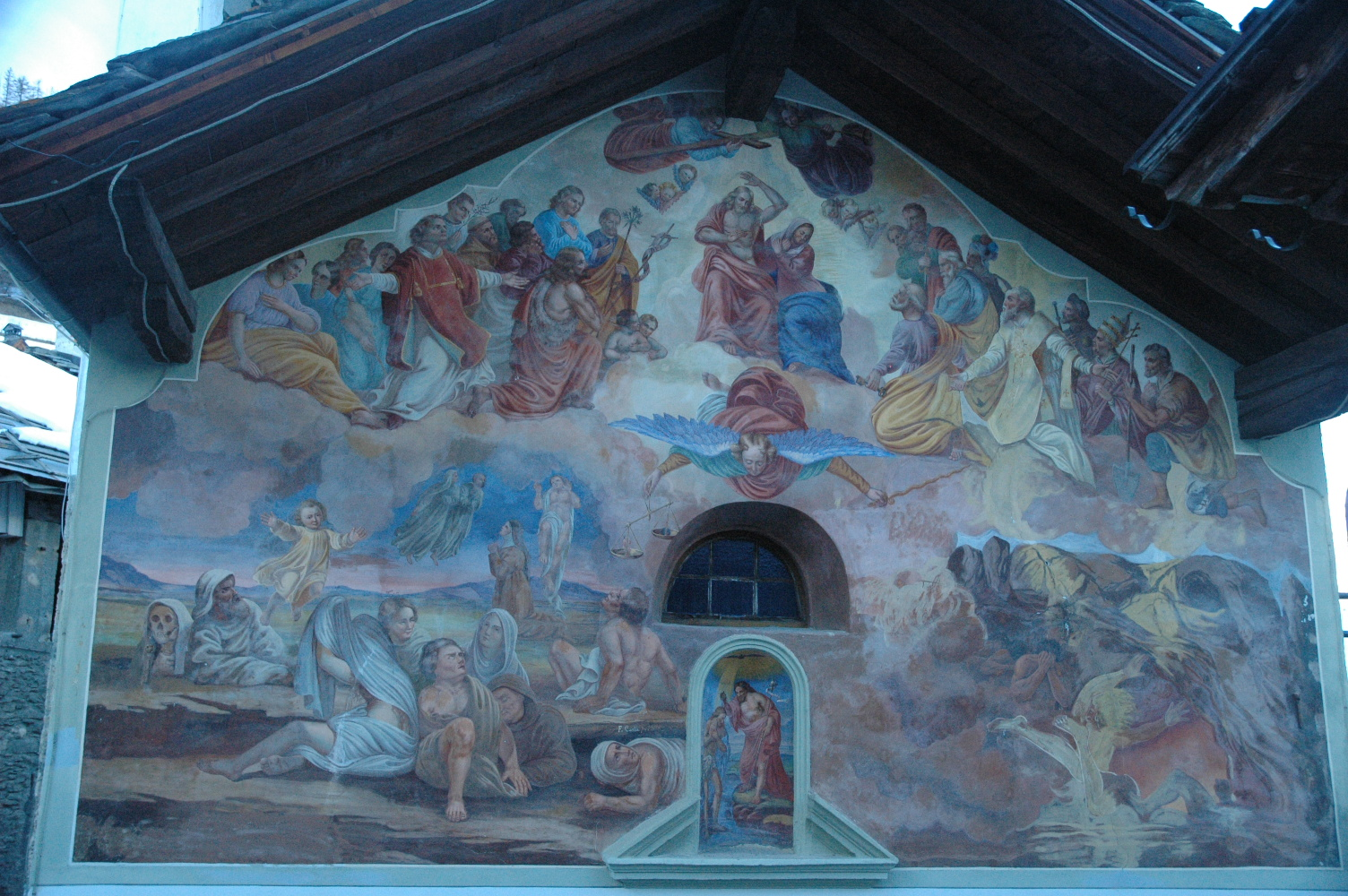
"Juicio universal" sobre la fachada de la parroquia de Lignod